# Guatapé
Městečko Guatapé je sídlo v provincii Antioquia v Kolumbii. Je významným turistickým centrem v zemi. Návštěvníkům nabízí rekreaci u přehradního jezera Guatapé a výstup na impozantní skalní dominantu v kraji El Peñón de Quatapé.

## Všeobecné informace
Sídlo se nachází ve východní části provincie Antioquia v blízkosti města Medellin v nadmořské výšce kolem 2000 m. Základní charakteristikou je pestré malování domků a oplocení.
Podle údajů z roku 2015 má obec 6469 stálých obyvatel. Z tohoto čísla 5 045 patří městské populaci, 1 424 populaci venkovského okolí. Většinu pracovních příležitostí nabízí prudce se rozvíjející turistický průmysl.

## Historie
Jako osada se španělskou správou byla obec založena v roce 1611. Dějiny města jsou z velké části tvořeny řevnivostí se sousedním sídlem Penon, se kterými obyvatelé Guatapé vedli spory o územní příslušnost ke kultovní skále  El Peñón de Quatapé . Nejmodernějším produktem těchto čtyřsetletých dějin jsou obrovská písmena G a I (jako nedokončená část U) z pokusu napsat jméno města Guatapé na dvěstěmetrovou skálu. Tato grafiti akce byla přerušena rozzuřeným davem z konkurenční vesnice.
Tradiční hospodářství založené na pěstování brambor a patáty se radikálně přeměnilo na cestovní ruch po napuštění přehradního jezera.

## Flóra a fauna
Podnebí o vysoké vzdušné vlhkosti umožňuje bujný rozvoj epifytických druhů orchidejí a bromélií. Kolem 30% druhů z rodu Pitcairnia, 5% z rodu Billbergia a dokonce 4% rodu Tillandsia bylo objeveno právě v provincii Antioquia. Většina stromů ve městě je domovem pro bromélie a tak je návštěva města zážitkem i pro botaniky. Z těchto důvodů se město stalo i oblíbeným místem pro setkání členů botanických spolků v zemi.

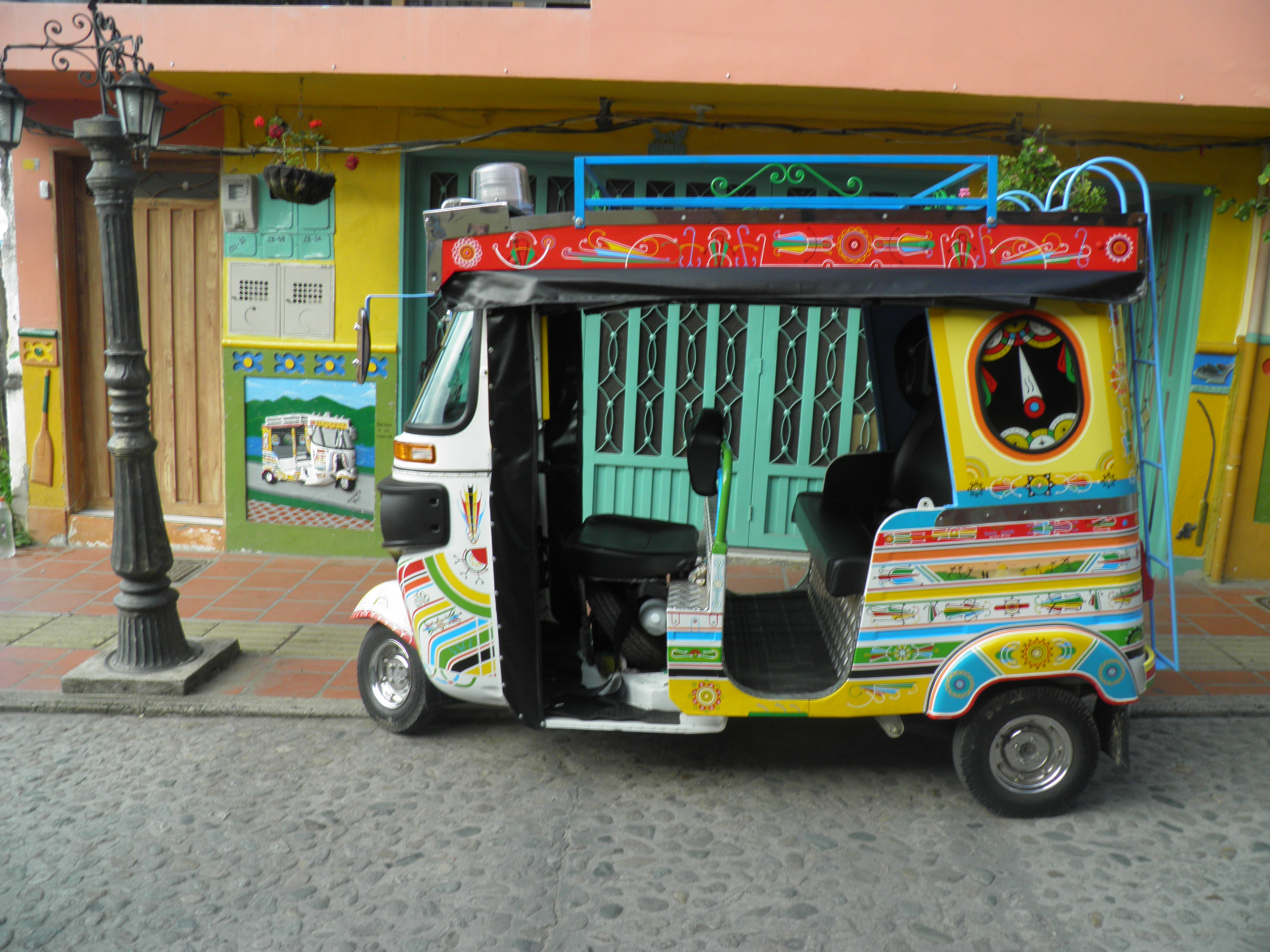
Veřejná doprava v Guatapé

Věrným průvodcem turistických výprav jsou všudypřítomní kondoři havranovití (Coragyps atratus), kteří se chovají v místní městské zástavbě stejně jako havrani v Evropě.

## Turistický význam
Hlavním zájmem o návštěvu oblasti Guatapé je rekreace na březích přehradního jezera Guatapé a výstup na vrchol El Peñón de Quatapé. Návštěva pestrobarevného městečka bývá tradičním završením výletů. Mezi přitažlivé akce patří koncerty gregoriánského zpěvu ve farním kostele Nuestra Señora del Carmen. Mimořádnému nárůstu turistického tlaku čelí město systémem hotelů a penziónů na březích jezera. Pojem Quatapé se dostává i do povědomí zahraničních turistů.